# Relaciones El Salvador-Estados Unidos
Las relaciones entre El Salvador y Estados Unidos se remontan al 15 de junio de 1863, cuando los Estados Unidos de América estableció relaciones diplomáticas con la República de El Salvador luego de la Independencia de esta última de España y la posterior disolución de las Provincias Unidas del Centro de América.
Según el Informe de Liderazgo Global de Estados Unidos de 2012, el 55% de los salvadoreños aprueban el liderazgo de Estados Unidos, con un 19% de desaprobación y 26% de incertidumbre, la cuarta calificación más alta para cualquier país encuestado en las Américas.

## Historia
La historia de las relaciones entre Estados Unidos y El Salvador datan desde 1863 y abarca algunos movimientos y operaciones polémicas por parte de los Estados Unidos en la guerra civil salvadoreña Y la injerencia en las elecciones salvadoreñas, como durante la elección presidencial salvadoreña (2004).
El 10 de junio de 2014, UNICEF informó de un aumento significativo en el número de niños salvadoreños no acompañados que buscan ingresar a los Estados Unidos sin sus padres:

Según las estadísticas del Gobierno de Estados Unidos, más de 47.000 niños no acompañados han sido detenidos en la frontera suroeste de Estados Unidos durante los últimos ocho meses, casi el doble del número de niños detenidos entre octubre de 2012 y septiembre de 2013. El Alto Comisionado de las Naciones Unidas para los Refugiados estima que al menos 10.000 Otros niños intentarán ingresar a los Estados Unidos sin sus padres antes de finales de septiembre.

## Presente
Las relaciones entre Estados Unidos y El Salvador se mantienen cercanas y fuertes. La política de los Estados Unidos hacia el país promueve el fortalecimiento de las instituciones democráticas de El Salvador, el estado de derecho, la reforma judicial y la policía civil; Reconciliación nacional y reconstrucción; Y oportunidades económicas y crecimiento. El Salvador ha sido un miembro comprometido de la coalición de naciones que lucha contra el terrorismo y ha enviado 10 rotaciones de tropas al Irak para apoyar la Operación Libertad Iraquí.
Los lazos de los Estados Unidos con El Salvador son dinámicos y crecen. Más de 19,000 ciudadanos estadounidenses viven y trabajan a tiempo completo en El Salvador. La mayoría son empresarios privados y sus familias, pero un pequeño número de jubilados ciudadanos estadounidenses han sido atraídos a El Salvador por condiciones favorables. La sección consular de la Embajada ofrece una gama completa de servicios de ciudadanía a esta comunidad.
La embajada de los EUA en San Salvador se localiza en Antiguo Cuscatlán.
Durante la recurrente administración del presidente Nayib Bukele, hubo brotes de conflictos y críticas hacia funcionarios de la administración del presidente Joe Biden, así como acusaciones por parte del gobierno estadounidense, sobre supuestas negociaciones con las pandillas salvadoreñas, dichos conflictos han deplorado la relación económica entre ambos países.